# كومو هونوا
کومو هونوا (بالإنجليزية: Kumu - Honua)‏ معنى الكلمة «الأول في الأرض». الإنسان الأول في أساطير هاواي. زوجته لالو هونا -Lalo Honua ومعنى اسمها «تحت الأرض». قدم لها كاني جنة جميلة عاشا فيها بسعادة. وقيل إنه طلب منها ألا يأكلا من ثمرة معينة، ولكن يبدو أن هذا القسم من القصة نحله المسيحيون لتعزيز أسطورة آدم وحواء عندهم.